# 宇宙の人気番組
『宇宙の人気番組』（うちゅうのにんきばんぐみ）は、2019年から不定期で、NHK総合テレビにて放送されている、特別番組。

## 概要
宇宙のある星の宇宙人が、はるか彼方にある星「地球」を紹介するという、人気番組という設定で放送している。

## 2019年「新銀河紀行～驚異の地球文明～」
宇宙人キャスターが、「なぜ地球人はピカソが描いた変な絵を名画と思うか」等、宇宙人視点で「地球」の文明を紹介する、教養エンターテインメント番組という設定の「新銀河紀行～驚異の地球文明～」を行った。
第1弾は、2019年8月19日（月）の22:00 - 22:50に放送。
- 司会：石澤典夫、草野満代
- ゲスト：加藤諒

第2弾は、2019年12月19日（木）の19:57 - 20:42に放送。
- 司会：石澤典夫、新川優愛
- リポーター：国広富之、さとう珠緒
- ゲスト：柄本時生
- VTR出演：岡村多佳夫
- 語り：守本奈実（NHKアナウンサー）

## 2021年「いとしの地球アワー」
第3弾は、2021年5月5日（水・祝）の20:15 - 21:00に放送。NHKのSDGSキャンペーン「未来へ17アクション」の一環で放送された。
番組前半では、宇宙のある星で放送されている、地球人の不思議な文化を紹介する、大人気のバラエティ番組という設定の「いとしの地球アワー」を行った。宇宙人の視点から、地球人の「オオグイ」について取り上げた。「新銀河紀行」の眷属番組である。
また、番組後半では、深海の、誰も知らない裁判所で繰り広げられる法廷ドラマ「地球大法廷」を行った。
「いとしの地球アワー」
- 宇宙人MC：安田顕（TEAM NACS）、壇蜜
- 宇宙人アナウンサー：森花子（NHKアナウンサー）
- 地球人ゲスト：河北麻友子、後藤拓実（四千頭身）
- VTR出演：MAX鈴木

「地球大法廷」
- ミジンコ裁判長（声）：薬師丸ひろ子
- 原告代理人：朝倉あき
- 被告：近藤春菜（ハリセンボン）
- 語り：橋本さとし

第4弾は、2021年9月23日（木・祝）の20:15 - 21:00に放送された。
第4弾では、宇宙人の視点から、地球人の「毛」と「スマホ」について取り上げた。
「いとしの地球アワー」
- 宇宙人MC：安田顕（TEAM NACS）、壇蜜
- 宇宙人アナウンサー：森花子（NHKアナウンサー）
- 地球人ゲスト：ウエンツ瑛士、福田麻貴（3時のヒロイン）

「地球大法廷」
- ミジンコ裁判長（声）：薬師丸ひろ子
- 原告代理人：松岡茉優
- 被告代理人：浜野謙太
- 被告（人類の代表）：クリス・ペプラー